# 蜜源標記

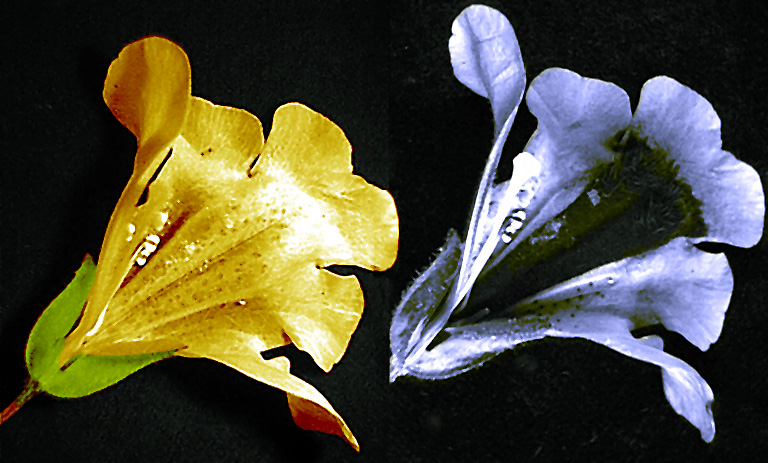
溝酸漿屬的花朵，右圖在照射紫外光後，可見其蜜源標記

蜜源標記是被子植物門的花朵上的一些圖案，用以吸引傳播花粉的動物，使牠們知道該處有花蜜。
有些蜜源標記並不能單憑人類肉眼可見，需要在能識別紫外光才可看到。例如向日葵的蜜源標記資在紫外光之下，中間較黑處有標記標示蜜腺所在。

## 外部連結
- (PDF). Southwest Exotic Plant Information Clearinghouse.   [2008-06-30]. （原始内容 (PDF)存档于2007-03-17）. （英文）
- .   [2008-06-30]. （原始内容存档于2021-04-13）. （英文）